# SaKate la ropa

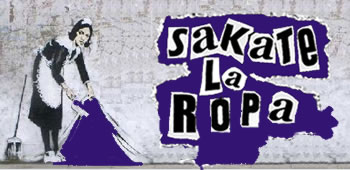

SaKate la ropa (o SKLR) es un programa de radio de Argentina, creado por un colectivo radial en FM La Tribu en el año 2006. Se emite los viernes a la medianoche, de 12 a 1 a. m.
El programa es una varieté, con muchas ficciones y humor, algunas con algún tipo de bajada editorial, y también un programa bastante musical. Algunas de las secciones del programa se emiten todas las semanas y otros contenidos son con otras frecuencias o en episodios. La identidad del programa juega un poco con la dualidad verdad / mentira, lo encara más bien desde la producción artística y jugando con las ficciones en el aire.

## Personal Actual
- Cristian
- Guada
- Camilo
- Gonza
- María
- Pablito
- Luiggi
- Franco
- Dani

### Miembros de staffs anteriores
- Milly
- Fede
- Yamila
- Guille
- Pool Master